# イアン・グレアム
イアン・ジェームズ・アリステア・グレアム（Ian James Alastair Graham、1923年 - 2017年8月1日）は、イギリスの考古学者、マヤ文字碑文研究者。長年『マヤ神聖文字碑文集成(CMHI)』の編集責任者をつとめ、メキシコ、グアテマラ、ベリーズの古代マヤ遺跡を調査・記録した。

## 略歴
グレアムはサフォークのCampsea Asheで生まれた。貴族の家柄で、父方の祖父は第5代モントローズ公爵、母方の祖父は第7代バサースト伯爵である。キップリングは祖母の友人で、子供のときに会ったことがある。
1942年にケンブリッジ大学トリニティ・カレッジに入学したが、すぐに第二次世界大戦に従軍し、通信研究所(Telecommunication Research Establishment, TRE)でレーダー技術者として働いた。1947年に復員してダブリン大学トリニティ・カレッジにはいり、1951年に卒業した。ロンドンのナショナル・ギャラリーで美術品修復の仕事にたずさわった後、写真家の職についた。
1957年に渡米してニューヨークで活動した。1958年にメキシコに旅行したときにマヤ美術に触れて感銘を受け、1959年から各地のマヤ遺跡を調査し、写真を撮影した。
- Archaeological Exploration in El Peten, Guatemala. New Orleans: Middle American Research Institute, Tulane University. (1967)

写真によるマヤ碑文の記録は1900年前後のアルフレッド・モーズリーとテオベルト・マーラーという先駆者があったものの、その後は質が低下し、再調査の必要があった。また、遺物はしばしば略奪されていた。ガットマン財団の支援を受けて、マヤ碑文を集成・出版するための『マヤ神聖文字碑文集成』(Corpus of Maya Hieroglyphic Inscriptions, CMHI)プログラムが1968年に始まり、グレアムは2004年までその主任をつとめた。グレアムはピーボディ考古学・民族学博物館の研究員に就任し、調査計画を決定し、各遺物について最低1/10の写真を1枚載せることとした。各遺跡の略号もグレアムが定めた。『マヤ神聖文字碑文集成』は1975年以降出版され続けている。
1981年にマッカーサー・フェローを授与された。
1998年にテュレーン大学の名誉博士号を、2007年にグアテマラ政府からケツァル勲章を贈られた。
2002年にアルフレッド・モーズリーの伝記を出版している。2010年には多数の写真を含む自伝（参考文献参照）を出版した。
2017年8月1日、サフォークで没した。93歳だった。